# Греция на летних Олимпийских играх 2016
Греция на летних Олимпийских играх 2016 года была представлена 93 спортсменами в 15 видах спорта. На церемонии открытия Игр право нести национальный флаг было доверено олимпийской чемпионке 2004 года яхтсменке Софие Бекатору, а на церемонии закрытия — Екатерини Стефаниди, которая завоевала золото в прыжках в высоту. По итогам соревнований на счету греческих спортсменов было 3 золотых, 1 серебряная и 2 бронзовые медали, что позволило сборной Греции занять 23-е место в неофициальном медальном зачёте.

## Медали
| Золото  |                                 |                                                        |            |
| №       | Спортсмены                      | Вид спорта (дисциплина)                                | Дата       |
| 1       | Анна Коракаки                   | Стрельба (пистолет, 25 метров, женщины)                | 9 августа  |
| 2       | Элефтериос Петруниас            | Спортивная гимнастика (кольца, мужчины)                | 15 августа |
| 3       | Екатерини Стефаниди             | Лёгкая атлетика (прыжки с шестом, женщины)             | 19 августа |
| Серебро |                                 |                                                        |            |
| №       | Спортсмены                      | Вид спорта (дисциплина)                                | Дата       |
| 1       | Спирос Янниотис                 | Плавание (открытая вода, 10 км, мужчины)               | 16 августа |
| Бронза  |                                 |                                                        |            |
| №       | Спортсмены                      | Вид спорта (дисциплина)                                | Дата       |
| 1       | Анна Коракаки                   | Стрельба (пневматический пистолет, 10 метров, женщины) | 7 августа  |
| 2       | Павлос Кайялис Панайотис Мантис | Парусный спорт (470, мужчины)                          | 18 августа |

## Состав сборной
Академическая гребля
1. Дионисис Ангелопулос
2. Стефанос Дускос
3. Панагиотис Магданис
4. Иоаннис Петру
5. Георгиос Циаллас
6. Яннис Цилис
7. Яннис Христу
8. Спиридон Яннарис
9. София Асуманаки
10. Айкатерини Николаиду

 Борьба
Вольная борьба
1. Мария Преволараки

 Шоссейный велоспорт
1. Иоаннис Тамуридис

 Трековый велоспорт
1. Христос Воликакис

 Маунтинбайк
1. Димитриос Антониадис

 Водное поло
1. Христос Афудакис
2. Ангелос Влахопулос
3. Стефанос Галанопулос
4. Константинос Генидуниас
5. Александрос Гунас
6. Эвангелос Далакас
7. Георгиос Дервисис
8. Христодулос Коломвос
9. Эммануил Милонакис
10. Константинос Мурикис
11. Кирьякос Понтикеас
12. Константинос Флегкас
13. Иоаннис Фунтулис

 Дзюдо
1. Илиас Илиадис
2. Роман Мустопулос

 Лёгкая атлетика
1. Михаил Анастасакис
2. Константинос Баниотис
3. Константинос Дувалидис
4. Михаил Каломирис
5. Антонис Масторас
6. Христофорос Мерусис
7. Александрос Папамихаил
8. Николаос Скарвелис
9. Милтиадис Тентоглу
10. Константинос Филиппидис
11. Ликургос Цаконас
12. Хайдо Алексули
13. Хрисула Анагностопулу
14. Мария Белибасаки
15. Ирини Василиу
16. Панайота Влачаки
17. Антигони Дрисбиоти
18. София Ифантиду
19. Николета Кириакопулу
20. Параскеви Папахристу
21. Алекси Паппас
22. Элисавет Песириду
23. Урания Ребули
24. София Рига
25. Екатерини Стефаниди
26. Панайота Цинопулу

 Настольный теннис
1. Панайотис Гьонис

 Парусный спорт
1. Павлос Кагиалис
2. Байрон Коккаланис
3. Панайотис Мантис
4. Яннис Митакис
5. Михаил Патениотис
6. София Бекатору
7. Ангелики Скарлату

 Плавание
1. Андреас Вазаиос
2. Кристиан Голомеев
3. Стефанос Димитриадис
4. Димитриос Димитриу
5. Христос Катранцис
6. Димитриос Кулурис
7. Одиссеас Меладинис
8. Панайотис Самилидис
9. Апостолос Христу
10. Спирос Янниотис
11. Каллиопи Араузу
12. Кристель Вурна
13. Теодора Гиарени
14. Теодора Драку
15. Анна Дундунаки

 Синхронное плавание
1. Эвангелия Папазоглу
2. Эвангелия Платаниоти

 Спортивная гимнастика
1. Власиос Марас
2. Элефтериос Петруниас
3. Василики Миллуси

 Стрельба
1. Эфтимиос Миттас
2. Анна Коракаки

 Стрельба из лука
1. Эвангелия Псарра

 Тяжёлая атлетика
1. Теодорос Иаковидис

 Фехтование
1. Василики Вуюка
2. Айкатерини Контохристопулу

 Художественная гимнастика
1. Иоанна Анагностопулу
2. Элени Доика
3. Зои Контогианни
4. Микаэла Металлиду
5. Ставрула Самара
6. Варвара Филу

## Результаты соревнований

### Академическая гребля
В следующий раунд из каждого заезда проходят несколько лучших экипажей (в зависимости от дисциплины). В отборочный заезд попадают спортсмены, выбывшие в предварительном раунде. В финал A выходят 6 сильнейших экипажей, остальные разыгрывают места в утешительных финалах B-F.
Мужчины
| Соревнование         | Спортсмены                                                         | Предварительный заезд | Предварительный заезд | Предварительный заезд | Отборочный заезд | Отборочный заезд | Отборочный заезд | Четвертьфинал | Четвертьфинал | Четвертьфинал | Полуфинал | Полуфинал | Полуфинал | Финал   | Финал   | Итоговое место |
| Соревнование         | Спортсмены                                                         | Заезд                 | Время                 | Место                 | Заезд            | Время            | Место            | Заезд         | Время         | Место         | Заезд     | Время     | Место     | Время   | Место   | Итоговое место |
| -------------------- | ------------------------------------------------------------------ | --------------------- | --------------------- | --------------------- | ---------------- | ---------------- | ---------------- | ------------- | ------------- | ------------- | --------- | --------- | --------- | ------- | ------- | -------------- |
| четвёрки             | Дионисис Ангелопулос Яннис Цилис Георгиос Циаллас Яннис Христу     | 3                     | 5:59,65               | 2 Q                   | не участвовали   | не участвовали   | не участвовали   | не проводится | не проводится | не проводится |           |           |           | Финал   | Финал   |                |
| четвёрки             | Дионисис Ангелопулос Яннис Цилис Георгиос Циаллас Яннис Христу     | 3                     | 5:59,65               | 2 Q                   | не участвовали   | не участвовали   | не участвовали   | не проводится | не проводится | не проводится |           |           |           |         |         |                |
| четвёрки, лёгкий вес | Панагиотис Магданис Стефанос Дускос Иоаннис Петру Спиридон Яннарис | 2                     | 6:05,27               | 3 Q                   | не участвовали   | не участвовали   | не участвовали   | не проводится | не проводится | не проводится | 2         | 6:23,95   | 3 QA      | Финал A | Финал A |                |
| четвёрки, лёгкий вес | Панагиотис Магданис Стефанос Дускос Иоаннис Петру Спиридон Яннарис | 2                     | 6:05,27               | 3 Q                   | не участвовали   | не участвовали   | не участвовали   | не проводится | не проводится | не проводится | 2         | 6:23,95   | 3 QA      |         |         |                |

Женщины
| Соревнование  | Спортсмены                           | Предварительный заезд | Предварительный заезд | Предварительный заезд | Отборочный заезд | Отборочный заезд | Отборочный заезд | Четвертьфинал | Четвертьфинал | Четвертьфинал | Полуфинал | Полуфинал | Полуфинал | Финал   | Финал   | Итоговое место |
| Соревнование  | Спортсмены                           | Заезд                 | Время                 | Место                 | Заезд            | Время            | Место            | Заезд         | Время         | Место         | Заезд     | Время     | Место     | Время   | Место   | Итоговое место |
| ------------- | ------------------------------------ | --------------------- | --------------------- | --------------------- | ---------------- | ---------------- | ---------------- | ------------- | ------------- | ------------- | --------- | --------- | --------- | ------- | ------- | -------------- |
| двойки парные | Айкатерини Николаиду София Асуманаки | 3                     | 7:20,64               | 3 Q                   | не участвовали   | не участвовали   | не участвовали   | не проводится | не проводится | не проводится | 1         | 6:51,99   | 1 Q       | Финал A | Финал A |                |
| двойки парные | Айкатерини Николаиду София Асуманаки | 3                     | 7:20,64               | 3 Q                   | не участвовали   | не участвовали   | не участвовали   | не проводится | не проводится | не проводится | 1         | 6:51,99   | 1 Q       |         |         |                |

### Борьба
В соревнованиях по борьбе, как и на предыдущих трёх Играх, разыгрывалось 18 комплектов наград. По 6 у мужчин в вольной и греко-римской борьбе и 6 у женщин в вольной борьбе. Турнир проходил по олимпийской системе с выбыванием. В утешительный раунд попадали участники, проигравшие в своих поединках будущим финалистам соревнований. Каждый поединок состоял из двух раундов по 3 минуты, победителем становился спортсмен, набравший большее количество технических очков. По окончании схватки, в зависимости от результатов спортсменам начислялись классификационные очки.
Женщины
| Категория | Спортсмены        | Первый раунд       | 1/8 финала              | Четвертьфинал             | Полуфинал             | Финал                 | Место |
| Категория | Спортсмены        | Соперник Результат | Соперник Результат      | Соперник Результат        | Соперник Результат    | Соперник Результат    | Место |
| --------- | ----------------- | ------------------ | ----------------------- | ------------------------- | --------------------- | --------------------- | ----- |
| до 53 кг  | Мария Преволараки | Не участвовала     | INDБ. Кумари В 3–1 (PP) | VENБ, Аргуэльо П 1–3 (PP) | завершила выступление | завершила выступление | 10    |

### Велоспорт

#### Шоссейный велоспорт
Мужчины
| Соревнование    | Спортсмены        | Время    | Место | Отставание |
| --------------- | ----------------- | -------- | ----- | ---------- |
| групповая гонка | Иоаннис Тамуридис | 6:30'05" | 51    | +20'00"    |

#### Трековый велоспорт
Кейрин
| Соревнование | Спортсмены        | Первый раунд | Первый раунд | Утешительный заезд | Утешительный заезд | Второй раунд | Второй раунд | Финал | Итоговое место |
| Соревнование | Спортсмены        | Заезд        | Место        | Заезд              | Место              | Заезд        | Место        | Место | Итоговое место |
| ------------ | ----------------- | ------------ | ------------ | ------------------ | ------------------ | ------------ | ------------ | ----- | -------------- |
| мужчины      | Христос Воликакис |              |              |                    |                    |              |              |       |                |

#### Маунтинбайк
Мужчины
| Соревнование | Спортсмены           | Время | Место | Отставание |
| ------------ | -------------------- | ----- | ----- | ---------- |
| кросс-кантри | Димитриос Антониадис |       |       |            |

### Водные виды спорта

#### Водное поло

##### Мужчины
Мужская сборная Греции квалифицировалась на Игры, став бронзовым призёром чемпионата мира 2015 года.
Состав
| Номер                  | Имя     | Дата рождения | Рост, см | Вес, кг | Клуб    | Игры    | Голы    |
| Вратари                | Вратари | Вратари       | Вратари  | Вратари | Вратари | Вратари | Вратари |
| ---------------------- | ------- | ------------- | -------- | ------- | ------- | ------- | ------- |
| 1                      |         |               |          |         |         |         |         |
| 13                     |         |               |          |         |         |         |         |
| Защитники              |         |               |          |         |         |         |         |
|                        |         |               |          |         |         |         |         |
| Подвижные нападающие   |         |               |          |         |         |         |         |
|                        |         |               |          |         |         |         |         |
| Центральные нападающие |         |               |          |         |         |         |         |
|                        |         |               |          |         |         |         |         |

| Имя             | Гражданство | Дата рождения |
| --------------- | ----------- | ------------- |
| Теодорос Влахос | Греция      | 9 июля 1969   |

Результаты
Групповой этап (Группа A)
| Место | Команда   | И | В | Н | П | ГЗ | ГП | +/- | Очки |
| ----- | --------- | - | - | - | - | -- | -- | --- | ---- |
| 1     | Венгрия   | 5 | 2 | 3 | 0 | 57 | 43 | +14 | 7    |
| 2     | Греция    | 5 | 2 | 2 | 1 | 41 | 40 | +1  | 6    |
| 3     | Бразилия  | 5 | 3 | 0 | 2 | 40 | 39 | +1  | 6    |
| 4     | Сербия    | 5 | 2 | 2 | 1 | 49 | 44 | +5  | 6    |
| 5     | Австралия | 5 | 2 | 1 | 2 | 44 | 40 | +4  | 5    |
| 6     | Япония    | 5 | 0 | 0 | 5 | 36 | 61 | -25 | 0    |

| 6 августа 2016 13:00 UTC-3 | Протокол | Греция                                | 8:7  | Япония                                   | Водный центр имени Марии Ленк Судьи: Сергей Наумов Станко Ивановски |
| 6 августа 2016 13:00 UTC-3 | Протокол | Счёт по четвертям: 2:0, 2:3, 0:4, 4:0 |      |                                          | Водный центр имени Марии Ленк Судьи: Сергей Наумов Станко Ивановски |
| 6 августа 2016 13:00 UTC-3 | Протокол | Ангелос Влахопулос — 3                | Голы | 2 — Ацуси Араи, Кодзи Такэи, Кэйго Окава | Водный центр имени Марии Ленк Судьи: Сергей Наумов Станко Ивановски |

| 8 августа 2016 09:00 UTC-3 | Протокол | Сербия                                | 9:9  | Греция               | Водный центр имени Марии Ленк Судьи: Марк Коганов Джозеф Пейла |
| 8 августа 2016 09:00 UTC-3 | Протокол | Счёт по четвертям: 1:2, 0:2, 4:3, 4:2 |      |                      | Водный центр имени Марии Ленк Судьи: Марк Коганов Джозеф Пейла |
| 8 августа 2016 09:00 UTC-3 | Протокол | Филип Филипович — 2                   | Голы | 4 — Иоаннис Фунтулис | Водный центр имени Марии Ленк Судьи: Марк Коганов Джозеф Пейла |

| 10 августа 2016 10:20 UTC-3 | Протокол | Греция                                | 8:8  | Венгрия         | Водный центр имени Марии Ленк Судьи: Ненад Периш Марк Коганов |
| 10 августа 2016 10:20 UTC-3 | Протокол | Счёт по четвертям: 1:2, 1:1, 4:2, 2:3 |      |                 | Водный центр имени Марии Ленк Судьи: Ненад Периш Марк Коганов |
| 10 августа 2016 10:20 UTC-3 | Протокол | Ангелос Влахопулос — 3                | Голы | 3 — Балаж Харай | Водный центр имени Марии Ленк Судьи: Ненад Периш Марк Коганов |

| 12 августа 2016 | Греция | ' | Бразилия | Водный центр имени Марии Ленк |

| 14 августа 2016 | Австралия | ' | Греция | Олимпийский водный центр |

#### Плавание
В следующий раунд на каждой дистанции проходят спортсмены, показавшие лучший результат, независимо от места, занятого в своём заплыве.
Мужчины
| Дистанция                        | Спортсмены                                                              | Предварительный раунд | Предварительный раунд | Предварительный раунд | Полуфинал             | Полуфинал             | Полуфинал             | Финал                 | Финал                 |
| Дистанция                        | Спортсмены                                                              | Заплыв                | Результат             | Место                 | Заплыв                | Результат             | Место                 | Результат             | Место                 |
| -------------------------------- | ----------------------------------------------------------------------- | --------------------- | --------------------- | --------------------- | --------------------- | --------------------- | --------------------- | --------------------- | --------------------- |
| 50 метров вольным стилем         | Кристиан Голомеев                                                       |                       |                       |                       |                       |                       |                       |                       |                       |
| 50 метров вольным стилем         | Одиссеас Меладинис                                                      |                       |                       |                       |                       |                       |                       |                       |                       |
| 100 метров вольным стилем        | Кристиан Голомеев                                                       | 5                     | 48,68                 | 20                    | завершил выступление  | завершил выступление  | завершил выступление  | завершил выступление  | завершил выступление  |
| 400 метров вольным стилем        | Димитриос Димитриу                                                      | 3                     | 3:54,98               | 41                    | не проводится         | не проводится         | не проводится         | завершил выступление  | завершил выступление  |
| 200 метров баттерфляем           | Стефанос Димитриадис                                                    | 3                     | 1:56,76               | 18                    | завершил выступление  | завершил выступление  | завершил выступление  | завершил выступление  | завершил выступление  |
| 100 метров на спине              | Апостолос Христу                                                        | 5                     | 54,12                 | 18                    | завершил выступление  | завершил выступление  | завершил выступление  | завершил выступление  | завершил выступление  |
| 200 метров на спине              | Апостолос Христу                                                        | 3                     | 1:59,78               | 24                    | завершил выступление  | завершил выступление  | завершил выступление  | завершил выступление  | завершил выступление  |
| 100 метров брассом               | Панайотис Самилидис                                                     | 6                     | 1:00,35               | 19                    | завершил выступление  | завершил выступление  | завершил выступление  | завершил выступление  | завершил выступление  |
| 200 метров брассом               | Панайотис Самилидис                                                     | 3                     | 2:12,68               | 27                    | завершил выступление  | завершил выступление  | завершил выступление  | завершил выступление  | завершил выступление  |
| 200 метров брассом               | Димитриос Кулурис                                                       | 2                     | 2:14,86               | 35                    | завершил выступление  | завершил выступление  | завершил выступление  | завершил выступление  | завершил выступление  |
| 200 метров комплексным плаванием | Андреас Вазаиос                                                         | 3                     | 1:59,33               | 9 Q                   |                       |                       |                       |                       |                       |
| Эстафета                         | Предварительный раунд                                                   | Предварительный раунд | Предварительный раунд | Предварительный раунд | Финал                 | Финал                 | Финал                 | Финал                 | Финал                 |
| Эстафета                         | Состав                                                                  | Заплыв                | Результат             | Место                 | Состав                | Состав                | Состав                | Результат             | Место                 |
| 4×100 метров вольным стилем      | Одиссеас Меладинис Кристиан Голомеев Христос Катранцис Апостолос Христу | 2                     | 3:14,62               | 10                    | завершили выступление | завершили выступление | завершили выступление | завершили выступление | завершили выступление |
| 4×100 метров комбинированная     |                                                                         |                       |                       |                       |                       |                       |                       |                       |                       |

Открытая вода
| Дистанция     | Спортсмены      | Результат | Место | Отставание |
| ------------- | --------------- | --------- | ----- | ---------- |
| 10 километров | Спирос Янниотис |           |       |            |

Женщины
| Дистанция                | Спортсмены      | Предварительный раунд | Предварительный раунд | Предварительный раунд | Полуфинал             | Полуфинал             | Полуфинал             | Финал                 | Финал                 |
| Дистанция                | Спортсмены      | Заплыв                | Результат             | Место                 | Заплыв                | Результат             | Место                 | Результат             | Место                 |
| ------------------------ | --------------- | --------------------- | --------------------- | --------------------- | --------------------- | --------------------- | --------------------- | --------------------- | --------------------- |
| 50 метров вольным стилем | Теодора Гиарени |                       |                       |                       |                       |                       |                       |                       |                       |
| 50 метров вольным стилем | Теодора Драку   |                       |                       |                       |                       |                       |                       |                       |                       |
| 100 метров баттерфляем   | Анна Дудунаки   | 4                     | 58,27                 | 17                    | завершила выступление | завершила выступление | завершила выступление | завершила выступление | завершила выступление |
| 100 метров баттерфляем   | Кристель Вурна  | 6                     | 58,89                 | 22                    | завершила выступление | завершила выступление | завершила выступление | завершила выступление | завершила выступление |

Открытая вода
| Дистанция     | Спортсмены      | Результат | Место | Отставание |
| ------------- | --------------- | --------- | ----- | ---------- |
| 10 километров | Каллиопи Араузу |           |       |            |

#### Синхронное плавание
По итогам квалификационного раунда в соревнованиях дуэтов в финал проходят 12 сильнейших сборных. В финале синхронистки исполняют только произвольную программу. Итоговая сумма складывается из результатов финальной произвольной программы и баллов, полученных дуэтами за техническую программу, исполненную в квалификационном раунде.
| Соревнование | Спортсмены                               | Квалификация          | Квалификация          | Квалификация           | Квалификация           | Квалификация | Квалификация | Финал                  | Финал                  | Итоговый результат | Итоговый результат |
| Соревнование | Спортсмены                               | Техническая программа | Техническая программа | Произвольная программа | Произвольная программа | Всего        | Всего        | Произвольная программа | Произвольная программа | Итоговый результат | Итоговый результат |
| Соревнование | Спортсмены                               | Баллы                 | Место                 | Баллы                  | Место                  | Баллы        | Место        | Баллы                  | Место                  | Баллы              | Место              |
| ------------ | ---------------------------------------- | --------------------- | --------------------- | ---------------------- | ---------------------- | ------------ | ------------ | ---------------------- | ---------------------- | ------------------ | ------------------ |
| дуэты        | Эвангелия Папазоглу Эвангелия Платаниоти | 85,3550               | 10                    | 86,1000                | 10                     | 171,4550     | 10           | 85,3550                | 86,5000                | 171,8550           | 10                 |

### Гимнастика

#### Спортивная гимнастика
В квалификационном раунде проходил отбор, как в финал командного многоборья, так и в финалы личных дисциплин. В финал индивидуального многоборья отбиралось 24 спортсмена с наивысшими результатами, а в финалы отдельных упражнений по 8 спортсменов, причём в финале личных дисциплин страна не могла быть представлена более, чем 2 спортсменами. В командном многоборье в квалификации на каждом снаряде выступали по 4 спортсмена, а в зачёт шли три лучших результата. В финале командных соревнований на каждом снаряде выступало по три спортсмена и все три результата шли в зачёт.
Мужчины
Индивидуальные упражнения
| Соревнование | Спортсмены           | Квалификация | Квалификация | Финал                | Финал                |
| Соревнование | Спортсмены           | Очки         | Место        | Очки                 | Место                |
| ------------ | -------------------- | ------------ | ------------ | -------------------- | -------------------- |
| кольца       | Элефтериос Петруниас | 15,833       | 2 Q          |                      |                      |
| перекладина  | Власиос Марас        | 14,200       | 38           | завершил выступление | завершил выступление |

Женщины
Индивидуальные упражнения
| Соревнование | Спортсмены       | Квалификация | Квалификация | Финал                 | Финал                 |
| Соревнование | Спортсмены       | Очки         | Место        | Очки                  | Место                 |
| ------------ | ---------------- | ------------ | ------------ | --------------------- | --------------------- |
| бревно       | Василики Миллуси | 13,200       | 57           | завершила выступление | завершила выступление |

#### Художественная гимнастика
Женщины
| Соревнование              | Спортсмены                                                                         | Квалификация | Квалификация | Финал                 | Финал                 |
| Соревнование              | Спортсмены                                                                         | Очки         | Место        | Очки                  | Место                 |
| ------------------------- | ---------------------------------------------------------------------------------- | ------------ | ------------ | --------------------- | --------------------- |
| индивидуальное многоборье | Варвара Филу                                                                       | 68,624       | 15           | Завершила выступление | Завершила выступление |
| групповое многоборье      | Иоанна Анагностопулу Элени Доика Зои Контогианни Микаэла Металлиду Ставрула Самара | 30,416       | 13           | Завершили выступление | Завершили выступление |

### Дзюдо
Соревнования по дзюдо проводились по системе с выбыванием. В утешительные раунды попадали спортсмены, проигравшие полуфиналистам турнира. Два спортсмена, одержавших победу в утешительном раунде, в поединке за бронзу сражались с дзюдоистами, проигравшими в полуфинале.
Мужчины
| Категория | Спортсмены       | 1/32 финала        | 1/16 финала               | 1/8 финала           | Четвертьфинал        | Полуфинал            | Финал                | Место |
| Категория | Спортсмены       | Соперник Результат | Соперник Результат        | Соперник Результат   | Соперник Результат   | Соперник Результат   | Соперник Результат   | Место |
| --------- | ---------------- | ------------------ | ------------------------- | -------------------- | -------------------- | -------------------- | -------------------- | ----- |
| до 81 кг  | Роман Мустопулос | не участвовал      | ESAХ.Д. Турсиос П 000:100 | завершил выступление | завершил выступление | завершил выступление | завершил выступление | 17    |
| до 90 кг  | Илиас Илиадис    | не участвовал      | CHNЧэн Сюньчжао П 000:100 | завершил выступление | завершил выступление | завершил выступление | завершил выступление | 17    |

### Лёгкая атлетика
Мужчины
Беговые дисциплины
| Дисциплина                    | Спортсмен              | Предварительный раунд | Предварительный раунд | Предварительный раунд | Четвертьфиналы | Четвертьфиналы | Четвертьфиналы | Полуфиналы | Полуфиналы | Полуфиналы | Финал | Финал |
| Дисциплина                    | Спортсмен              | Забег                 | Время                 | Место                 | Забег          | Время          | Место          | Забег      | Время      | Место      | Время | Место |
| ----------------------------- | ---------------------- | --------------------- | --------------------- | --------------------- | -------------- | -------------- | -------------- | ---------- | ---------- | ---------- | ----- | ----- |
| бег на 200 метров             | Ликургос Цаконас       |                       |                       |                       |                |                |                |            |            |            |       |       |
| бег на 110 метров с барьерами | Константинос Дувалидис |                       |                       |                       | Не проводится  | Не проводится  | Не проводится  |            |            |            |       |       |

Шоссейные дисциплины
| Дисциплина              | Спортсмен              | Время | Место | Отставание |
| ----------------------- | ---------------------- | ----- | ----- | ---------- |
| марафон                 | Михаил Каломирис       |       |       |            |
| марафон                 | Христофорос Мерусис    |       |       |            |
| ходьба на 20 километров | Александрос Папамихаил |       |       |            |
| ходьба на 50 километров | Александрос Папамихаил |       |       |            |

Технические дисциплины
| Дисциплина      | Спортсмен               | Квалификация | Квалификация | Финал     | Финал |
| Дисциплина      | Спортсмен               | Результат    | Место        | Результат | Место |
| --------------- | ----------------------- | ------------ | ------------ | --------- | ----- |
| прыжок в длину  | Милтиадис Тентоглу      |              |              |           |       |
| прыжок в высоту | Константинос Баниотис   |              |              |           |       |
| прыжок в высоту | Антонис Масторас        |              |              |           |       |
| прыжок с шестом | Константинос Филиппидис |              |              |           |       |
| толкание ядра   | Николаос Скарвелис      |              |              |           |       |
| метание молота  | Михаил Анастасакис      |              |              |           |       |

Женщины
Беговые дисциплины
| Дисциплина                    | Спортсмен         | Предварительный раунд | Предварительный раунд | Предварительный раунд | Четвертьфиналы | Четвертьфиналы | Четвертьфиналы | Полуфиналы    | Полуфиналы    | Полуфиналы    | Финал | Финал |
| Дисциплина                    | Спортсмен         | Забег                 | Время                 | Место                 | Забег          | Время          | Место          | Забег         | Время         | Место         | Время | Место |
| ----------------------------- | ----------------- | --------------------- | --------------------- | --------------------- | -------------- | -------------- | -------------- | ------------- | ------------- | ------------- | ----- | ----- |
| бег на 200 метров             | Мария Белибасаки  |                       |                       |                       |                |                |                |               |               |               |       |       |
| бег на 400 метров             | Ирини Василиу     |                       |                       |                       | Не проводится  | Не проводится  | Не проводится  |               |               |               |       |       |
| бег на 10 000 метров          | Алекси Паппас     | Не проводится         | Не проводится         | Не проводится         | Не проводится  | Не проводится  | Не проводится  | Не проводится | Не проводится | Не проводится |       |       |
| бег на 100 метров с барьерами | Элисавет Песириду |                       |                       |                       | Не проводится  | Не проводится  | Не проводится  |               |               |               |       |       |

Шоссейные дисциплины
| Дисциплина              | Спортсмен          | Время | Место | Отставание |
| ----------------------- | ------------------ | ----- | ----- | ---------- |
| марафон                 | Панайота Влачаки   |       |       |            |
| марафон                 | Урания Ребули      |       |       |            |
| марафон                 | София Рига         |       |       |            |
| ходьба на 20 километров | Антигони Дрисбиоти |       |       |            |
| ходьба на 20 километров | Панайота Цинопулу  |       |       |            |

Технические дисциплины
| Дисциплина      | Спортсмен             | Квалификация | Квалификация | Финал     | Финал |
| Дисциплина      | Спортсмен             | Результат    | Место        | Результат | Место |
| --------------- | --------------------- | ------------ | ------------ | --------- | ----- |
| прыжок в длину  | Хайдо Алексули        |              |              |           |       |
| тройной прыжок  | Параскеви Папахристу  |              |              |           |       |
| прыжок с шестом | Николета Кириакопулу  |              |              |           |       |
| прыжок с шестом | Екатерини Стефаниди   |              |              |           |       |
| метание диска   | Хрисула Анагностопулу |              |              |           |       |

Многоборье
| Дисциплина | Спортсмен      | Параметр  | 100 м с/б | высота | ядро | 200 м | длина | копьё | 800 м | Всего очков | Итоговое место |
| ---------- | -------------- | --------- | --------- | ------ | ---- | ----- | ----- | ----- | ----- | ----------- | -------------- |
| семиборье  | София Ифантиду | Результат |           |        |      |       |       |       |       |             |                |
| семиборье  | София Ифантиду | Очки      |           |        |      |       |       |       |       |             |                |
| семиборье  | София Ифантиду | Место     |           |        |      |       |       |       |       |             |                |

### Настольный теннис
Соревнования по настольному теннису проходили по системе плей-офф. Каждый матч продолжается до тех пор, пока один из теннисистов не выигрывает 4 партии. Сильнейшие 16 спортсменов начинали соревнования с третьего раунда, следующие 16 по рейтингу стартовали со второго раунда.
Мужчины
| Соревнование     | Спортсмены            | Квалификация       | Первый раунд       | Второй раунд                 | Третий раунд       | 1/8 финала         | 1/4 финала         | Полуфинал          | Финал              | Место |
| Соревнование     | Спортсмены            | Соперник Результат | Соперник Результат | Соперник Результат           | Соперник Результат | Соперник Результат | Соперник Результат | Соперник Результат | Соперник Результат | Место |
| ---------------- | --------------------- | ------------------ | ------------------ | ---------------------------- | ------------------ | ------------------ | ------------------ | ------------------ | ------------------ | ----- |
| одиночный разряд | Панайотис Гьонис (19) | Не участвовал      | Не участвовал      | THAП. Танвириявечхакул В 4:0 | JPNД. Мидзутани :  |                    |                    |                    |                    |       |

### Парусный спорт
Соревнования по парусному спорту в каждом из классов состояли из 10 или 12 гонок. Каждую гонку спортсмены начинали с общего старта. Победителем становился экипаж, первым пересекший финишную черту. Количество очков, идущих в общий зачёт, соответствовало занятому командой месту. 10 лучших экипажей по результатам 10 заплывов попадали в медальную гонку, результаты которой также шли в общий зачёт. В медальной гонке, очки, полученные экипажем удваивались. В случае если участник соревнований не смог завершить гонку ему начислялось количество очков, равное количеству участников плюс один. При итоговом подсчёте очков не учитывался худший результат, показанный экипажем в одной из гонок. Сборная, набравшая наименьшее количество очков, становится олимпийским чемпионом.
Мужчины
| Класс | Спортсмены                       | Гонка | Гонка | Гонка | Гонка | Гонка | Гонка | Гонка | Гонка | Гонка | Гонка | Гонка         | Гонка         | Гонка | Очки | Место |
| Класс | Спортсмены                       | 1     | 2     | 3     | 4     | 5     | 6     | 7     | 8     | 9     | 10    | 11            | 12            | M     | Очки | Место |
| ----- | -------------------------------- | ----- | ----- | ----- | ----- | ----- | ----- | ----- | ----- | ----- | ----- | ------------- | ------------- | ----- | ---- | ----- |
| RS:X  | Байрон Коккаланис                |       |       |       |       |       |       |       |       |       |       | не проводится | не проводится |       |      |       |
| 470   | Павлос Кагиалис Панайотис Мантис |       |       |       |       |       |       |       |       |       |       | не проводится | не проводится |       |      |       |
| Финн  | Яннис Митакис                    |       |       |       |       |       |       |       |       |       |       | не проводится | не проводится |       |      |       |

Женщины
| Класс | Спортсменка       | Гонка | Гонка | Гонка | Гонка | Гонка | Гонка | Гонка  | Гонка | Гонка | Гонка | Гонка | Гонка | Гонка          | Очки | Место |
| Класс | Спортсменка       | 1     | 2     | 3     | 4     | 5     | 6     | 7      | 8     | 9     | 10    | 11    | 12    | M              | Очки | Место |
| ----- | ----------------- | ----- | ----- | ----- | ----- | ----- | ----- | ------ | ----- | ----- | ----- | ----- | ----- | -------------- | ---- | ----- |
| RS:X  | Ангелики Скарлату | 16    | 17    | 7     | 12    | 17    | 15    | 27 DNF | 20    | 16    | 15    | 20    | 16    | не участвовала | 171  | 19    |

Открытый класс
Соревнования в олимпийском классе катамаранов Накра 17 дебютируют в программе летних Олимпийских игр. Каждый экипаж представлен смешанным дуэтом яхтсменов.
| Класс    | Спортсмены                       | Гонка | Гонка | Гонка | Гонка | Гонка | Гонка | Гонка | Гонка | Гонка | Гонка | Гонка | Очки | Место |
| Класс    | Спортсмены                       | 1     | 2     | 3     | 4     | 5     | 6     | 7     | 8     | 9     | 10    | M     | Очки | Место |
| -------- | -------------------------------- | ----- | ----- | ----- | ----- | ----- | ----- | ----- | ----- | ----- | ----- | ----- | ---- | ----- |
| Накра 17 | Михаил Патениотис София Бекатору |       |       |       |       |       |       |       |       |       |       |       |      |       |

### Стрельба
В январе 2013 года международная федерация спортивной стрельбы приняла новые правила проведения соревнований на 2013—2016 года, которые, в частности, изменили порядок проведения финалов. Во многих дисциплинах спортсмены, прошедшие в финал, теперь начинают решающий раунд без очков, набранных в квалификации, а финал проходит по системе с выбыванием. Также в финалах после каждого раунда стрельбы из дальнейшей борьбы выбывает спортсмен с наименьшим количеством баллов. В скоростном пистолете решающие поединки проходят по системе попал-промах. В стендовой стрельбе добавился полуфинальный раунд, где определяются по два участника финального матча и поединка за третье место..
Мужчины
| Соревнование | Спортсмены      | Квалификация | Квалификация | Полуфинал | Полуфинал | Финал               | Финал |
| Соревнование | Спортсмены      | Результат    | Место        | Результат | Место     | Соперник/ Результат | Место |
| ------------ | --------------- | ------------ | ------------ | --------- | --------- | ------------------- | ----- |
| скит         | Эфтимиос Миттас |              |              |           |           |                     |       |

Женщины
| Соревнование                       | Спортсмены    | Квалификация | Квалификация | Полуфинал     | Полуфинал     | Финал               | Финал |
| Соревнование                       | Спортсмены    | Результат    | Место        | Результат     | Место         | Соперник/ Результат | Место |
| ---------------------------------- | ------------- | ------------ | ------------ | ------------- | ------------- | ------------------- | ----- |
| пневматический пистолет, 10 метров | Анна Коракаки | 387          | 3 Q          | не проводится | не проводится | 177,7               | 3     |
| пистолет, 25 метров                | Анна Коракаки | 584          | 2 Q          | 19            | 1 QG          | GERМ. Карш В 8:6    | 1     |

### Стрельба из лука
В квалификации соревнований лучники выполняют 12 серий выстрелов по 6 стрел с расстояния 70-ти метров. По итогам предварительного раунда составляется сетка плей-офф, где в 1/32 финала 1-й номер посева встречается с 64-м, 2-й с 63-м и т. д. В поединках на выбывание спортсмены выполняют по три выстрела. Участник, набравший за эту серию больше очков получает 2 очка. Если же оба лучника набрали одинаковое количество баллов, то они получают по одному очку. Победителем пары становится лучник, первым набравший 6 очков.
Женщины
| Соревнование              | Спортсмены       | Квалификация | Квалификация | 1/32 финала               | 1/16 финала           | 1/8 финала            | Четвертьфинал         | Полуфинал             | Финал                 | Место |
| Соревнование              | Спортсмены       | Результат    | Место        | Соперник Результат        | Соперник Результат    | Соперник Результат    | Соперник Результат    | Соперник Результат    | Соперник Результат    | Место |
| ------------------------- | ---------------- | ------------ | ------------ | ------------------------- | --------------------- | --------------------- | --------------------- | --------------------- | --------------------- | ----- |
| индивидуальное первенство | Эвангелия Псарра | 596          | 55           | JPNК. Каванака (10) П 3:7 | завершила выступление | завершила выступление | завершила выступление | завершила выступление | завершила выступление | 33    |

### Тяжёлая атлетика
В рамках соревнований проводятся два упражнения — рывок и толчок. В каждом из упражнений спортсмену даётся 3 попытки. Победитель определяется по сумме двух упражнений. При равенстве результатов победа присуждается спортсмену, с меньшим собственным весом.
Мужчины
| Категория | Спортсмены         | Вес | Рывок | Рывок | Рывок | Толчок | Толчок | Толчок | Всего | Место |
| Категория | Спортсмены         | Вес | 1     | 2     | 3     | 1      | 2      | 3      | Всего | Место |
| --------- | ------------------ | --- | ----- | ----- | ----- | ------ | ------ | ------ | ----- | ----- |
| до 85 кг  | Теодорос Иаковидис |     |       |       |       |        |        |        |       |       |

### Фехтование
В индивидуальных соревнованиях спортсмены сражаются три раунда по три минуты, либо до того момента, как один из спортсменов нанесёт 15 уколов. В командных соревнованиях поединок идёт 9 раундов по 3 минуты каждый, либо до 45 уколов. Если по окончании времени в поединке зафиксирован ничейный результат, то назначается дополнительная минута до «золотого» укола.
Женщины
| Соревнование          | Спортсмены                      | 1/32 финала                | 1/16 финала              | 1/8 финала               | Четвертьфинал         | Полуфинал             | Финал                 | Место |
| Соревнование          | Спортсмены                      | Соперник Результат         | Соперник Результат       | Соперник Результат       | Соперник Результат    | Соперник Результат    | Соперник Результат    | Место |
| --------------------- | ------------------------------- | -------------------------- | ------------------------ | ------------------------ | --------------------- | --------------------- | --------------------- | ----- |
| индивидуальная рапира | Айкатерини Контохристопулу (32) | VIEДо Тхи Ань (33) П 13:15 | завершила выступление    | завершила выступление    | завершила выступление | завершила выступление | завершила выступление | 33    |
| индивидуальная сабля  | Василики Вуюка (11)             | не участвовала             | USAД. Возняк (22) В 15:8 | RUSЯ. Егорян (6) П 11:15 | завершила выступление | завершила выступление | завершила выступление | 13    |